# Seena Owen
Seena Owen, nata Signe M. Auen, (Spokane, 14 novembre 1894 – Hollywood, 15 agosto 1966), è stata un'attrice e sceneggiatrice statunitense.

## Biografia
Nata nello stato di Washington, a Spokane nel 1894, iniziò a recitare a teatro entrando a far parte dell'Alcazar Stock Company di San Francisco prima di passare al cinema. Nella sua carriera di attrice cinematografica, iniziata nel 1914 e durata fino al 1932, Seena Owen girò sessantasei film. Uno di questi fu La regina Kelly di Erich von Stroheim, dove l'attrice ricopriva il ruolo della crudele regina.
All'avvento del sonoro, si ritirò dagli schermi continuando però a lavorare per il cinema come soggettista e sceneggiatrice nel corso degli anni trenta e quaranta.
Morì a Hollywood il 15 agosto 1966 all'età di 77 anni. Venne sepolta all'Hollywood Forever Cemetery.

## Filmografia

### Attrice
- Out of the Air - cortometraggio (1914)
- Environment, regia di Christy Cabanne - cortometraggio (1914)
- A Flight for a Fortune - cortometraggio (1914)
- False Pride
- The Old Good-for-Nothing - cortometraggio (1914)
- In Wild Man's Land - cortometraggio (1914)
- The Better Way, regia di Christy Cabanne - cortometraggio (1914)
- Bobby's Medal - cortometraggio (1914)
- The Old Fisherman's Story, regia di John B. O'Brien - cortometraggio (1914)
- The Craven, regia di Christy Cabanne - cortometraggio (1915)
- An Old-Fashioned Girl, regia di Donald Crisp - cortometraggio (1915)
- A Day That Is Gone - cortometraggio (1915)
- The Forged Testament, regia di George O. Nicholls - cortometraggio (1915)
- An Image of the Past, regia di Tod Browning - cortometraggio (1915)
- The Highbinders, regia di Tod Browning - cortometraggio (1915)
- Little Marie, regia di Tod Browning - cortometraggio (1915)
- The Fox Woman, regia di Lloyd Ingraham (1915)
- The Mystic Jewel, regia di Jack Conway - cortometraggio (1915)
- Tangled Paths, regia di Christy Cabanne - cortometraggio (1915)
- A Yankee from the West, regia di George Siegmann (1915)
- The Lamb, regia di Christy Cabanne (1915)
- Bred in the Bone, regia di Paul Powell - cortometraggio (1915)
- The Penitentes, regia di Jack Conway (1915)
- Martha's Vindication, regia di Chester M. Franklin e Sidney Franklin (1916)
- Intolerance, regia di David Wark Griffith (1916)
- A Woman's Awakening, regia di Chester Withey (1917)
- Madame Bo-Peep, regia di Chester Withey (1917)
- Branding Broadway, regia di William S. Hart (1918)
- Breed of Men, regia di Lambert Hillyer (1919)
- The Sheriff's Son, regia di Victor Schertzinger (1919)
- A Man and His Money, regia di Harry Beaumont (1919)
- One of the Finest, regia di Harry Beaumont (1919)
- I cavalieri della vendetta (Riders of Vengeance), regia di John Ford (1919)
- The City of Comrades, regia di Harry Beaumont (1919)
- The Life Line, regia di Maurice Tourneur (1919)
- A Fugitive from Matrimony, regia di Henry King (1919)
- Victory, regia di Maurice Tourneur (1919)
- Il rapimento di Miss Mhyss (Sooner or Later), regia di Wesley Ruggles (1920)
- The Gift Supreme, regia di Oliver L. Sellers (come Ollie L. Sellers) (1920)
- The House of Toys, regia di George L. Cox (1920)
- The Price of Redemption, regia di Dallas M. Fitzgerald (1920)
- The Cheater Reformed, regia di Scott R. Dunlap (1921)
- Lavender and Old Lace, regia di Lloyd Ingraham (1921)
- The Woman God Changed, regia di Robert G. Vignola (1921)
- Back Pay, regia di Frank Borzage (1922)
- Sisters, regia di Albert Capellani (1922)
- The Face in the Fog, regia di Alan Crosland (1922)
- At the Crossroads (1922)
- The Go-Getter, regia di E.H. Griffith (1923)
- Unseeing Eyes, regia di E.H. Griffith (1923)
- The Leavenworth Case, regia di Charles Giblyn (1923)
- The Great Well, regia di Henry Kolker (1924)
- For Woman's Favor, regia di Oscar Lund (O.A.C. Lund) (1924)
- I Am the Man, regia di Ivan Abramson (1924)
- The Hunted Woman, regia di Jack Conway (1925)
- Faint Perfume, regia di Louis J. Gasnier (1925)
- Shipwrecked, regia di Joseph Henabery (1926)
- The Flame of the Yukon, regia di George Melford (1926)
- The Rush Hour, regia di E. Mason Hopper (1927)[2][3]
- Danubio bleu (The Blue Danube), regia di Paul Sloane (1928)
- Man-Made Women, regia di Paul L. Stein (1928)
- Sinners in Love, regia di George Melford (1928)
- His Last Haul, regia di Marshall Neilan (1928)
- The Rush Hour, regia di E. Mason Hopper (1928)
- La regina Kelly (Queen Kelly), regia di Erich von Stroheim (1928)
- The Marriage Playground, regia di Lothar Mendes (1929)
- Officer Thirteen, regia di George Melford (1932)

### Sceneggiatrice
- Rumba, regia di Marion Gering (1935)
- Clarence, regia di George Archainbaud (1937)
- This Way Please, regia di Robert Florey (1937)
- Thrill of a Lifetime, regia di George Archainbaud (1937)
- Un mondo che sorge (Wells Fargo), regia di Frank Lloyd (1937)
- Aloma dei mari del sud (Aloma of the South Seas), regia di Alfred Santell (1941)
- L'ispiratrice (The Great Man's Lady), regia di William A. Wellman (1942)
- L'isola dell'arcobaleno (Rainbow Island), regia di Ralph Murphy (1944)
- Sinfonie eterne (Carnegie Hall), regia di Edgar G. Ulmer (1947)